# Mistrzostwa Europy w Lekkoatletyce 1974 – bieg na 3000 m z przeszkodami mężczyzn

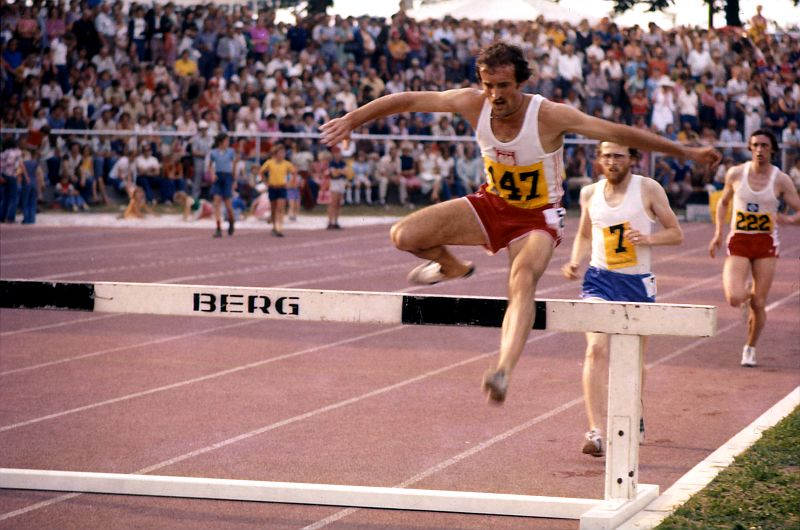
Bronisław Malinowski

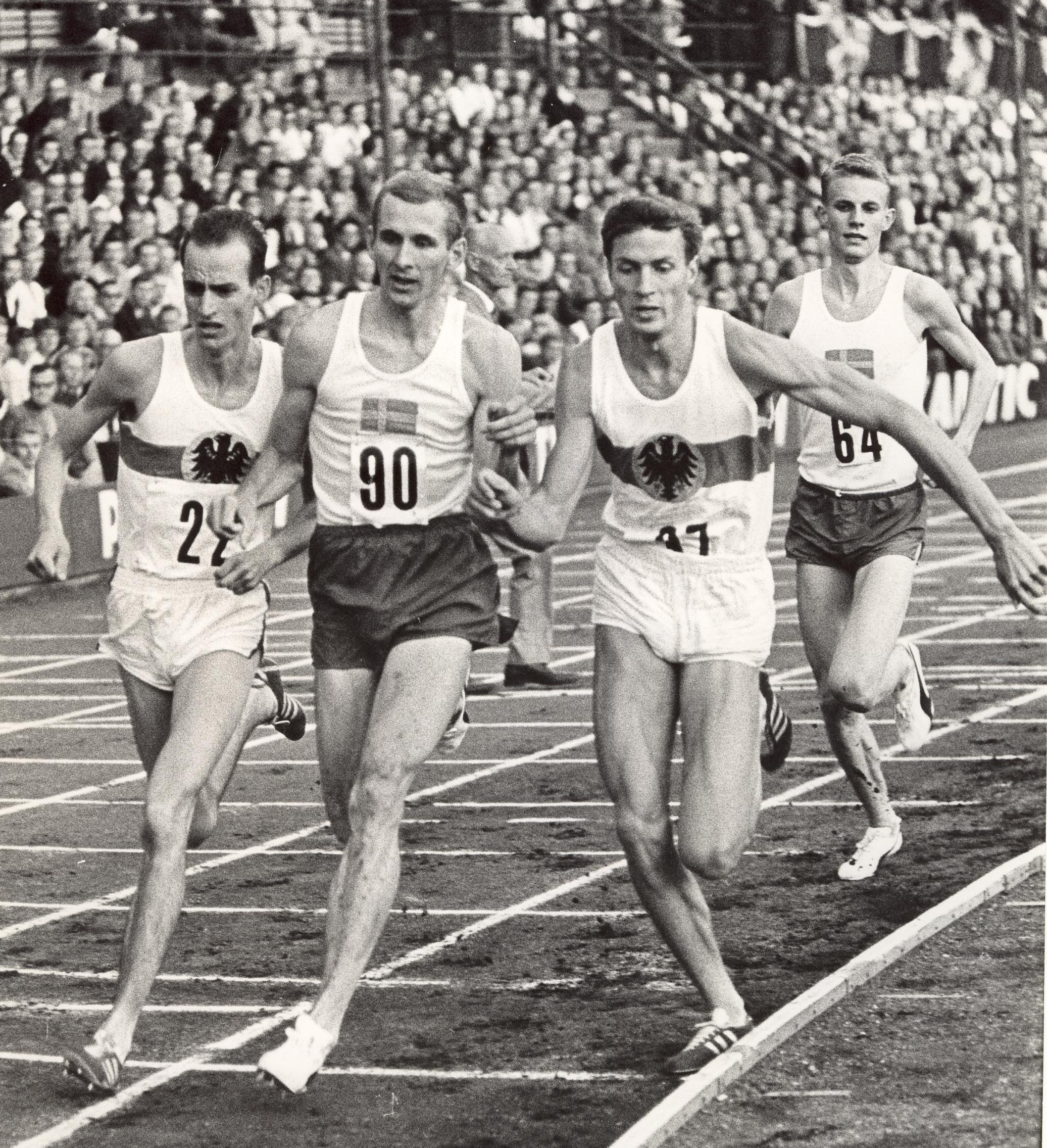
Anders Gärderud (z tyłu z prawej)

Bieg na dystansie 3000 metrów z przeszkodami mężczyzn był jedną z konkurencji rozgrywanych podczas XI mistrzostw Europy w Rzymie. Biegi eliminacyjne zostały rozegrane 4 września, a bieg finałowy 7 września 1974 roku. Zwycięzcą tej konkurencji został reprezentant Polski Bronisław Malinowski. W rywalizacji wzięło udział dwudziestu czterech zawodników z piętnastu reprezentacji.

## Rekordy
| Rekord świata     | Ben Jipcho (KEN)      | 8:14,0  | Helsinki, Finlandia | 27.06.1973 |
| Rekord Europy     | Anders Gärderud (SWE) | 8:14,2  | Helsinki, Finlandia | 01.08.1974 |
| Rekord mistrzostw | Michaił Żelew (BGR)   | 8:25,02 | Ateny, Grecja       | 20.09.1969 |

## Wyniki

### Eliminacje
Rozegrano trzy biegi eliminacyjne. Do finału awansowało po trzech najlepszych zawodników każdego biegu eliminacyjnego (Q), a także trzech spośród pozostałych z najlepszymi czasami (q).
Bieg 1
| Miejsce | Zawodnik          | Czas    | Uwagi |
| ------- | ----------------- | ------- | ----- |
| 1       | Franco Fava       | 8:25,07 | Q     |
| 2       | Michael Karst     | 8:26,4  | Q     |
| 3       | Dan Glans         | 8:28,0  | Q     |
| 4       | Paul Thijs        | 8:34,2  |       |
| 5       | Jean-Paul Villain | 8:45,0  |       |
| 6       | John Bicourt      | 8:52,4  |       |
| 7       | Arne Risa         | 8:58,8  |       |
| –       | Karl-Åge Søltoft  | DNF     |       |

Bieg 2
| Miejsce | Zawodnik             | Czas    | Uwagi |
| ------- | -------------------- | ------- | ----- |
| 1       | Bronisław Malinowski | 8:23,60 | Q     |
| 2       | Tapio Kantanen       | 8:23,6  | Q     |
| 3       | František Bartoš     | 8:32,0  | Q     |
| 4       | John Davies          | 8:36,0  |       |
| 5       | Sverre Sørnes        | 8:44,2  |       |
| 6       | Herbert Leyens       | 8:45,4  |       |
| 7       | Patrick Martin       | 8:46,8  |       |
| 8       | Eddy Leddy           | 9:04,6  |       |

Bieg 3
| Miejsce | Zawodnik         | Czas    | Uwagi |
| ------- | ---------------- | ------- | ----- |
| 1       | Anders Gärderud  | 8:23,62 | Q     |
| 2       | Gheorghe Cefan   | 8:25,8  | Q     |
| 3       | Hanspeter Wehrli | 8:26,0  | Q     |
| 4       | Gerd Frähmcke    | 8:26,8  | q     |
| 5       | Dušan Moravčík   | 8:28,0  | q     |
| 6       | Gérard Buchheit  | 8:31,0  | q     |
| 7       | Antonio Campos   | 8:38,2  |       |
| 8       | David Camp       | 8:44,4  |       |

### Finał
| Miejsce | Zawodnik             | Czas    | Uwagi   |
| ------- | -------------------- | ------- | ------- |
| 1       | Bronisław Malinowski | 8:15,04 | CR · NR |
| 2       | Anders Gärderud      | 8:15,41 |         |
| 3       | Michael Karst        | 8:17,91 | NR      |
| 4       | Franco Fava          | 8:18,85 | NR      |
| 5       | Hanspeter Wehrli     | 8:26,13 |         |
| 6       | Gheorghe Cefan       | 8:26,19 |         |
| 7       | Gerd Frähmcke        | 8:26,53 |         |
| 8       | Gérard Buchheit      | 8:30,2  |         |
| 9       | Dan Glans            | 8:31,4  |         |
| 10      | Dušan Moravčík       | 8:34,4  |         |
| 11      | Tapio Kantanen       | 8:43,2  |         |
| 12      | František Bartoš     | 8:49,6  |         |